# Alberto Zorrilla
Alberto Zorrilla, född 6 april 1906 i Buenos Aires, död 23 april 1986 i Miami, var en argentinsk simmare.
Zorrilla blev olympisk mästare på 400 meter frisim vid sommarspelen 1928 i Amsterdam.